# Puerto Alvear
Puerto Alvear o General Alvear es una localidad y centro rural de población con junta de gobierno de 2ª categoría del distrito Palmar del departamento Diamante, en la provincia de Entre Ríos, República Argentina. Es un pueblo situado en la antigua Colonia General Alvear sobre el río Paraná, unos 27 km al norte de la ciudad de Diamante, y 40 km al sur de la ciudad de Paraná (capital de la provincia de Entre Ríos). La jurisdicción de la junta de gobierno comprende también la Aldea San Francisco, ubicada a unos 5 km al sudoeste de Puerto Alvear.
La población de la localidad de Puerto Alvear, es decir sin considerar el área rural, era de 407 habitantes en 2001, no siendo considerada localidad en el censo de 1991. La población de la Aldea San Francisco era de 57 habitantes en 2001 y de 54 en el censo de 1991. La población de la jurisdicción de la junta de gobierno era de 544 habitantes en 2001.
La mayoría de sus habitantes son descendientes de inmigrantes alemanes del Volga.
En la actualidad, Puerto Alvear es un sitio de pesca deportiva.

## Historia
A mediados de enero de 1878 llegó un grupo de alemanes del Volga al puerto de Diamante. Se asentaron en una zona despoblada unos 14 km río arriba sobre el río Paraná (unos 38 km río abajo del pueblo de Paraná), fundando la Colonia General Alvear.
En julio de ese año se fundó oficialmente Colonia General Alvear, y con el paso del el tiempo se fueron fundando otras aldeas o colonias alrededor de este asentamiento, como:
- Aldea Spatzenkutter (10 km al este).
- Aldea Grapschental (9 km al este de la aldea Spatzenkutter).
- Aldea Valle María (13 km al sureste), donde se creó la casa de retiro Stella Maris.
- Aldea Protestante (5 km al sureste de la aldea Valle María), que tiene el cementerio más antiguo de los inmigrantes.
- Aldea Salto (posiblemente sobre el arroyo Salto, que desemboca en el río Paraná unos 10 km al norte).
- Aldea Brasilera (12 km al noreste), donde construyeron la iglesia San José, de estilo gótico alemán.
- Aldea San Francisco.

En 1888 se instalaron cincuenta familias en las cercanías de la estación Crespo (departamento Paraná). Compraron a los descendientes de Ignacio Crespo un campo de 2000 cuadras a razón de 80 pesos cada una, a pagar en cinco años. A pocos kilómetros de allí se fundó Aldea María Luisa (unos 20 km al norte de Crespo y 10 km al este de General Alvear); luego, San Rafael (9 km al norte de Crespo) y Santa Rosa.
La junta de gobierno fue creada por decreto 3307/1984 MGJE del 6 de septiembre de 1984 con el nombre de Pueblo General Alvear. Mediante el decreto 417/2002 MGJ del 1 de febrero de 2002 su territorio jurisdiccional fue fusionado con el de Aldea Brasilera para crear un municipio, pero no fue puesto en vigencia. Por decreto 5023/2014 del 18 de diciembre de 2014 fueron establecidos sus límites jurisdiccionales.